# IC 4229
IC 4229 ist eine spiralförmige Radiogalaxie vom Hubble-Typ SBb im Sternbild Jungfrau auf der Ekliptik. Sie ist schätzungsweise 308 Millionen Lichtjahre von der Milchstraße entfernt und hat einen Durchmesser von etwa 90.000 Lichtjahren.

Im selben Himmelsareal befinden sich die Galaxien NGC 5095 und IC 4224.
Das Objekt wurde im Juli 1899 vom US-amerikanischen Astronomen DeLisle Stewart entdeckt.